# 國際F3000賽車
国际3000方程式锦标赛（Formula 3000 International Championship）是國際汽車聯盟（FIA）於1985年制定的一套四輪賽車比賽規格，用以取代二級方程式，其難度比一級方程式稍低，但比三級方程式高，因此F3000是給予有志參加F1的車手一個晉級階梯。名稱「F3000」的由來是因為初期使用的科斯沃斯DFV賽車引擎，其容積為三公升（3000cc）。
首屆F3000於1985年舉辦，至2005年起停辦，改由GP2系列賽取代。